# Observatoire de Bordeaux
L’observatoire astronomique de Bordeaux est l'une des unités de l'Observatoire aquitain des Sciences de l'Univers (OASU), fédération régionale de laboratoires de recherche destinés à l'étude de la planète et de l'univers. Il est devenu au cours des deux dernières décennies le Laboratoire d'Astrophysique de Bordeaux (LAB). L'observatoire est situé à Floirac, en Gironde.

## Historique
En conséquence de la guerre franco-prussienne de 1870-1871 et de la chute du Second Empire, le Gouvernement de la IIIe République a pris conscience de la faiblesse technologique et scientifique de la France. Pour y remédier, un gros effort a été fait sur le développement des universités et des instituts de recherche. L'observatoire astronomique et météorologique de Bordeaux a été créé par décret en 1878, en même temps que celui de Lyon et de Besançon. Sa fondation en a été confiée à Georges Rayet, physicien et astronome à l'Observatoire de Paris de 1863 à 1874. La plus grande partie de ses activités est consacrée aux mesures astronomiques et à l’étude des ondes radioélectriques.
Récemment, il a mené des recherches sur l'atmosphère terrestre. Il héberge à cet effet quatre lunettes, un télescope de 60 cm et deux radiotélescopes. Il présente également une bibliothèque où se retrouvent des œuvres complètes d’auteurs tels que Copernic, Galilée ou Newton.
Il est inscrit au titre des monuments historiques par arrêté du 2 avril 2010.
Le LAB qui occupait les locaux jusqu'en 2016, déménage sur le domaine universitaire à Pessac.

## Directeurs
- Georges Rayet (1878-1906)
- Luc Picart (1906-1937)
- Gilbert Rougier (1937-1947)

## Archives
Extrait des Annales de l'Observatoire de Bordeaux, tome I, 1885, par Georges Rayet.

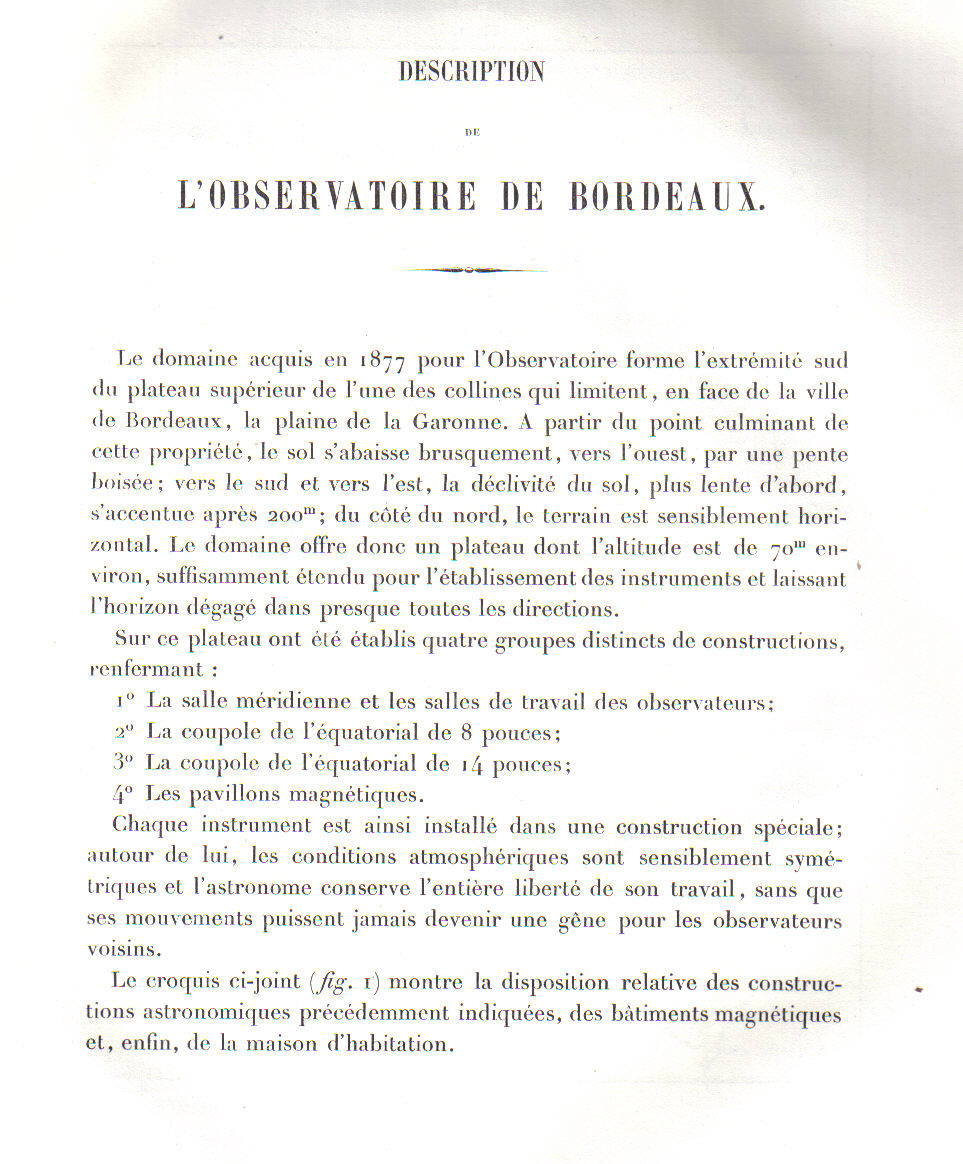
Description par Georges Rayet.
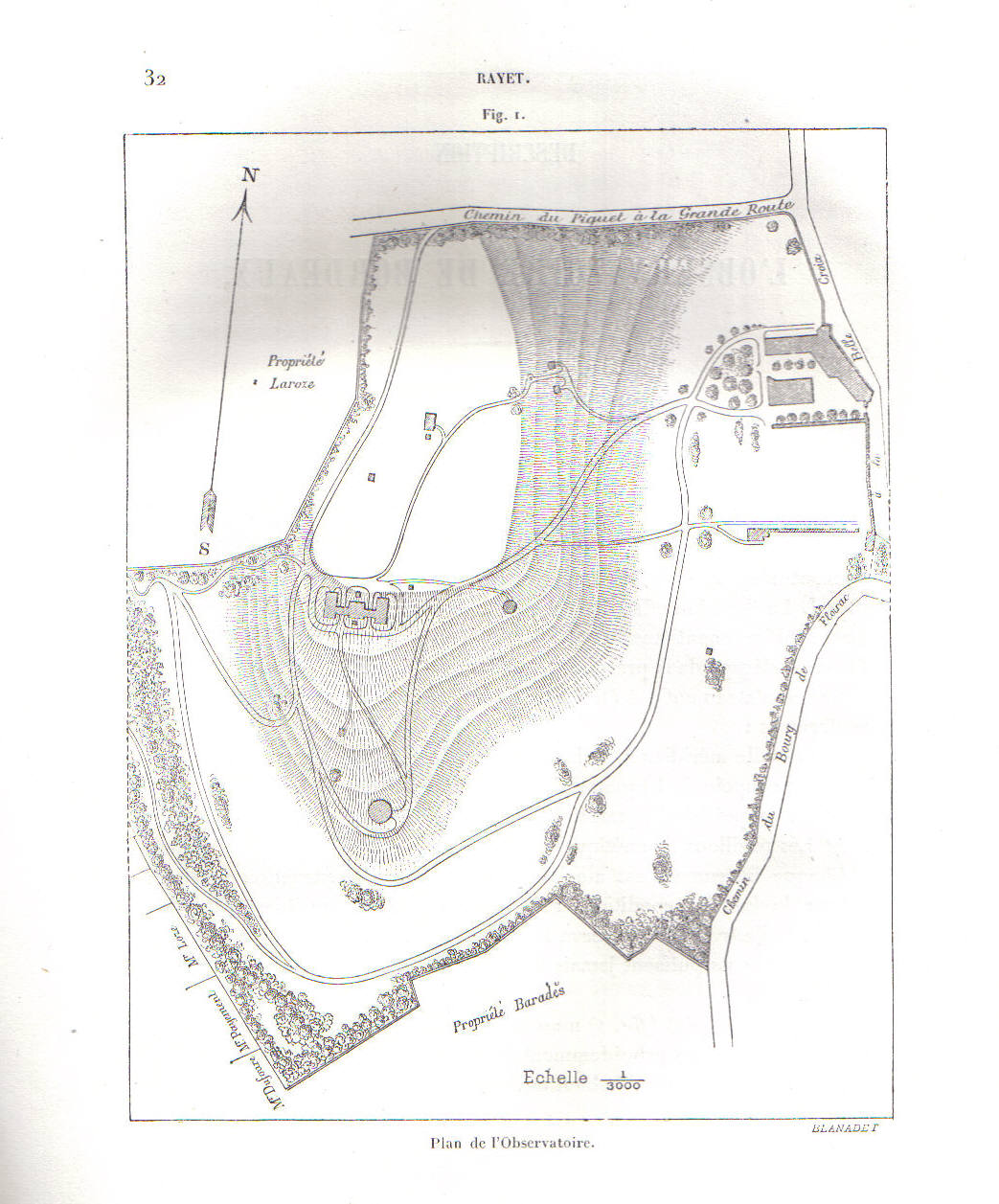
Plan 1885.